# Riccarda Gregor-Grieshaber
Riccarda Gregor-Grieshaber (* 3. Dezember 1907 in Breslau als Gertrud Franziska Riccarda Pfeiffer; † 25. August 1985 in Reutlingen) war Bildende Künstlerin und Ehefrau von HAP Grieshaber.

## Leben und Wirken
Riccarda Gertrud Franziska Pfeiffer wurde in Breslau geboren. Hier arbeitete ihr Vater, der Maler Richard Pfeiffer (1878–1962), als Lehrer. Er unterrichtete ab 1910 als Professor an der Kunstakademie Königsberg. Ihre Mutter Gertrud Pfeiffer-Kohrt (1875–1939) war als Malerin und Buchillustratorin tätig. Der Bildhauer Hans Ludwig Pfeiffer (1903–1999) war ihr Bruder.
Wie ihr Bruder Hans studierte sie Kunst, zunächst an der Kunstakademie Königsberg, dann an den Vereinigten Staatsschulen für freie und angewandte Kunst Berlin. Ab der Berliner Studienzeit in den 1920er Jahren war sie befreundet mit den Malern Otto Manigk und Herbert Wegehaupt. In erster kinderloser Ehe seit 1927 mit dem Zahnarzt Hans Ludwig Gohr verheiratet – 1943 erst wird ihre Tochter Christiane Franziska geboren – arbeitete sie als freie Künstlerin. Über ihr Frühwerk ist kaum etwas bekannt. Kriegsbedingt musste die Künstlerin aus Königsberg zunächst nach Ückeritz auf die Insel Usedom und 1947 nach Berlin fliehen. Ihre Werke sind entweder in Kriegs- und Fluchtwirren der Jahre 1944/45 verloren gegangen oder der Öffentlichkeit unbekannt.
Riccarda arbeitete, um der Benachteiligung als Frau zu entgehen, unter dem männlichen Pseudonym Ralf Gregor.
Ricarda Gregor-Grieshaber starb im August 1985 im Alter von 77 Jahren.

## Bedeutung
Riccarda Gregor-Grieshaber wurde 1950 von ihrem Bruder Hans Ludwig Pfeiffer als Lehrerin aus Berlin an die Bernsteinschule, einem Zentrum künstlerischem Schaffens in der Französischen Besatzungszone im ehemaligen Kloster Bernstein bei Sulz am Neckar geholt, die sie seit 1951 leitete, nachdem sich Paul Kälberer 1950 aus der Leitung weitgehend zurückgezogen hatte. Sie brachte eine am Expressionismus ausgerichtete Kunstauffassung mit einem freien Verständnis für Formen und Farben und deren Wechselwirkung mit und gab der Bernsteinschule damit eine neue Ausrichtung. Ziel war es, individuelle Wege und künstlerische Freiheit jedes einzelnen Schülers in den Vordergrund zu rücken und dessen Entwicklung unabhängig von äußeren Vorgaben aus eigenem inneren Antrieb heraus zu ermöglichen. Zu ihren Schülern zählten u. a. Lothar Quinte und Emil Kiess.
Durch ihre Anleitung lernte ich den Eigenwert der Farbe kennen. Mir ist in Erinnerung, dass Riccarda Gohr, als sie von Berlin nach Bernstein kam, Bilder mitbrachte, die völlig anders waren als alle, die bis dahin in Bernstein entstanden waren. … Die Bilder waren deutlich geprägt von ihrem Lehrer Johannes Walter-Kurau und dessen Farbenlehre. Walter Kuraus Farbenlehre zielt auf den Ausdruckswert der Farbe; sie besagt, dass die „Farbcharaktere“ ein Äquivalent von Raum und Licht sind. (Emil Kiess)
Neben der künstlerischen Ausrichtung richtete Riccarda ihr Augenmerk auf den gesellschaftlichen Kontext der Kunst, ließ von Bernsteinschülern Referate ausarbeiten und lud parallel zeitgenössische Künstler und Kunstwissenschaftler zu Vorträgen ein. So stellte sie auch den Kontakt zu HAP Grieshaber her, der erstmals am 7. Juni 1951 in Bernstein über Malerei referierte. Kurze Zeit später kam HAP Grieshaber als Lehrer an die Bernsteinschule und übernahm die Leitung. 1953 heiratete Riccarda HAP Grieshaber. Nach der Geburt der Tochter Rica zog sie sich in die Rolle als Mutter und Ehefrau zurück. Sie gab die künstlerische Malerei ganz auf und wurde Autorin mehrerer Bücher. Später arbeitete sie zum Gelderwerb vor allem kunsthandwerklich.

## Künstlerische Werke
Öl auf Pappe:
- Treppenhaus, 1940er, Spendhaus Reutlingen
- Odeon, 1940er, Spendhaus Reutlingen
- Sozialamt, 1940er, Spendhaus Reutlingen
- Krieg, um 1945, Spendhaus Reutlingen
- Bernstein, um 1950, Spendhaus Reutlingen
- Stillleben mit Fruchtschale und Krug, um 1950, Zweckverband OEW/Lkr. Rottweil
- Motorradfahrer, um 1952, Spendhaus Reutlingen
- Unter den Brücken, um 1952, Spendhaus Reutlingen
- Sitzender Frauenakt, um 1955, Spendhaus Reutlingen
- Milchschaf, Privatbesitz
- Selbstbildnis, um 1945[2]
- Kind im Garten, um 1945[2]

## Literarische Werke
Unter dem Namen Riccarda Gregor-Grieshaber:
- Mit Kugelschreiber und Kochlöffel. Aufzeichnungen einer törichten Frau. Frankfurt am Main 1961.
- Meine englischen Bulldoggen. Frankfurt am Main 1963.
- Geschichten von kleinen Tieren. Frankfurt am Main 1964.
- Nora und Arno. Stuttgart 1964.
- Als ich Abschied nahm. Erinnerungen an Ostpreußen. Stuttgart 1968.
- Gemalte Poesie auf Möbeln. Baden-Baden/Stuttgart 1978.

## Ausstellungen
- 1945: Schweriner Landesmuseum „Jahresschau 1945 der Kunstschaffenden aus Mecklenburg-Vorpommern“[2]
- 1957: Karlsruhe, Badischer Kunstverein
- 1993: Heringsdorf, Kunstpavillon (zus. mit HAP Grieshaber)
- 2003: Städtisches Kunstmuseum Spendhaus Reutlingen „Riccarda Gregor-Grieshaber – Gemälde“[3]